# 1992年夏季残疾人奥林匹克运动会牙买加代表团
1992年夏季残疾人奥林匹克运动会牙买加代表团是牙买加派出的1992年夏季残疾人奥林匹克运动会代表团。获得1枚银牌和2枚铜牌。